# Fort McHenry
Le fort McHenry est une place forte bâtie en 1776 durant la guerre d'indépendance des États-Unis à l'entrée de la baie de Baltimore (Maryland), sur la péninsule Locust Point.
Aucune bataille n'eut lieu à cet endroit durant cette guerre, mais le fort acquit sa renommée durant la guerre de 1812 avec les Britanniques, lors de la bataille de Baltimore. À l'aube du 13 septembre 1814 La Royal Navy commença à bombarder le fort défendu par 1 000 soldats. L'attaque dura 25 heures mais la garnison parvint à repousser l'ennemi et à sauver ainsi Baltimore. Cette bataille inspira à Francis Scott Key le texte du poème The Star-Spangled Banner qui, mis en musique, devint l'hymne national des États-Unis. 
Actuellement, le fort est un monument national et Historic Shrine et est le seul site sous cette double qualification.